# D.W. Moffett
D.W. Moffett, född 26 oktober 1954 i Highland Park, Illinois, är en amerikansk skådespelare.
Moffett har bland annat medverkat i TV-serien Switched at Birth. Han har även medverkat i filmerna Tretton och May December.

## Filmografi (i urval)
- 1993 – Falling Down
- 2000 – Traffic
- 2001 – Kill Me Later
- 2003 – Tretton
- 2011–2017 – Switched at Birth (TV-serie)
- 2023 – May December